# 칼 오베 크네우스고르
칼 오베 크네우스고르(노르웨이어: Karl Ove Knausgård, [ˈkɑːɭ ˈùːvə ˈknæ̀ʉsˌɡoːr], 1968년 12월 6일 ~ )는 노르웨이의 소설가이다. 1998년 소설 《세상 밖으로》로 노르웨이 문예 비평가상을 받으며 데뷔했으며, 6권 분량의 세 번째 소설 《나의 투쟁》으로 노르웨이 최고 문학상인 브라게상을 받으며 큰 호평을 얻었다.

## 저작 목록
- 세상 밖으로(Ute av verden, 1998)
- 어떤 일이든 때가 있다(En tid for alt, 2004)
- 나의 투쟁(Min Kamp, 2009-11)
- Sjelens Amerika (2013)
- Nakker (2014)
- Årstid encyklopedien (2015-16)
- Hjemme - Borte (2015)